# Thraupis glaucocolpa
Thraupis glaucocolpa é um pássaro latino-americano pertencente à família dos sanhaçus. Tem a coloração verde-azulada. É encontrado na Colômbia e Venezuela, sendo que seus habitats naturais são florestas subtropicais ou tropicais úmidas de baixa altitude.